# Bosbouw

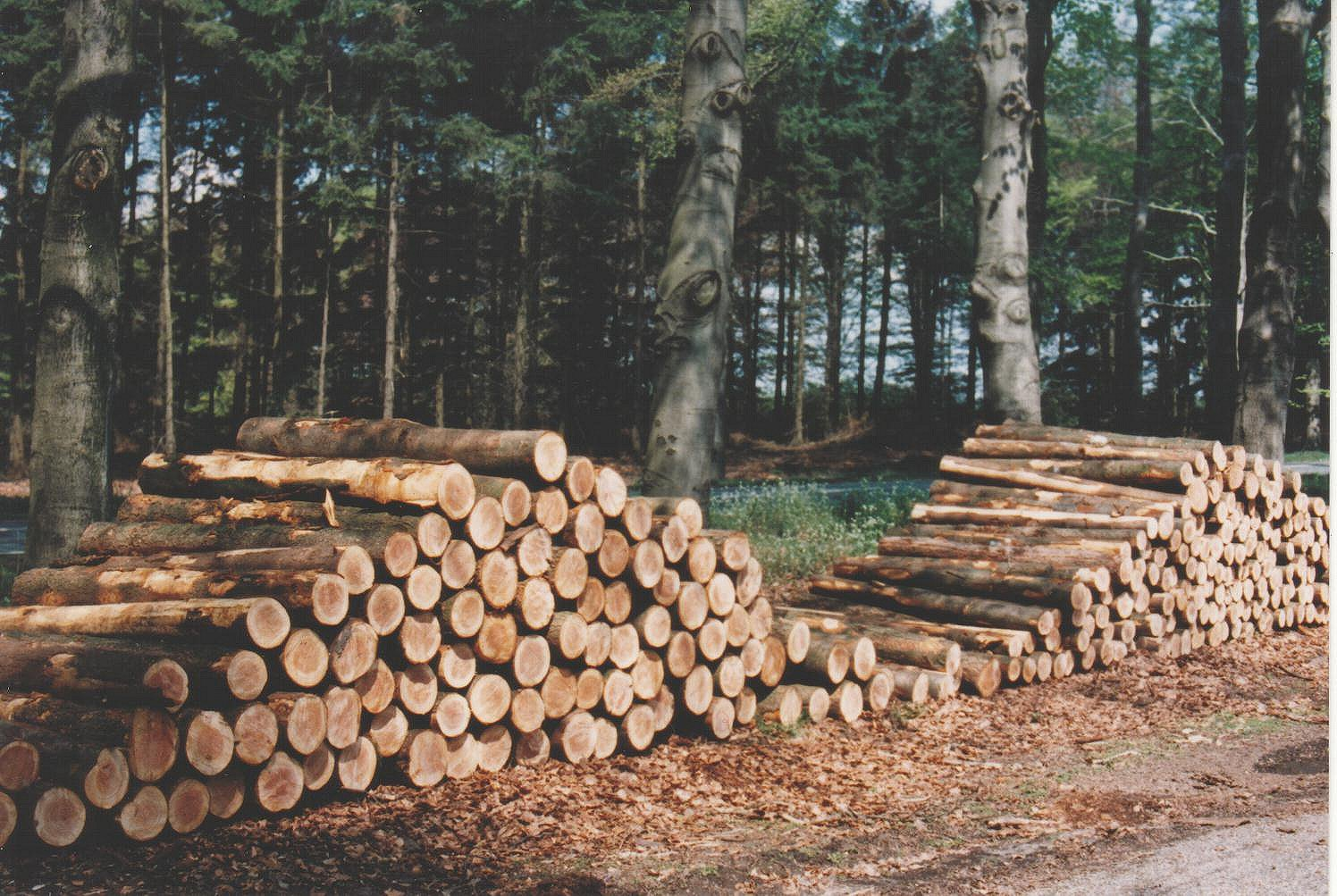
Gezaagd naaldhout voor de papierindustrie

De bosbouw of silvicultuur is een vorm van bosbeheer met economisch nut, waarbij bos ten minste ten dele dient als natuurlijke hulpbron. Bij dergelijke deels of geheel op productie gerichte bossen is het verwerven van hout hoofd- of nevendoel. In Vlaanderen en Nederland zijn door boseigenaren coöperatieve verenigingen opgericht in de vorm van bosgroepen.

## Natuurlijke en aangeplante bossen
Bij de bosbouw kan onderscheid gemaakt worden naar natuurlijke bossen en aangeplante bossen.
In Nederland zijn alle bossen aangeplante vormen van secundair bos. Aanvankelijk gebeurde dat alleen met het oog op de houtproductie en voor het vastleggen van zandverstuivingen en de productie van mijnhout. Hiervoor werd veel naaldhout aangeplant. Tegenwoordig is de ecologische betekenis en de biodiversiteit veel belangrijker en wordt overwegend loofbos aangeplant.
Natuurlijke (in de zin van oorspronkelijke) bossen zijn in West-Europa niet meer te vinden. Resten van natuurlijke loofbossen, zoals het Woud van Białowieża in Polen, zijn in Europa slechts op weinig plekken nog aanwezig, wel elders bijvoorbeeld in de taigazone en in streken met tropisch regenwoud.

bosaanplant
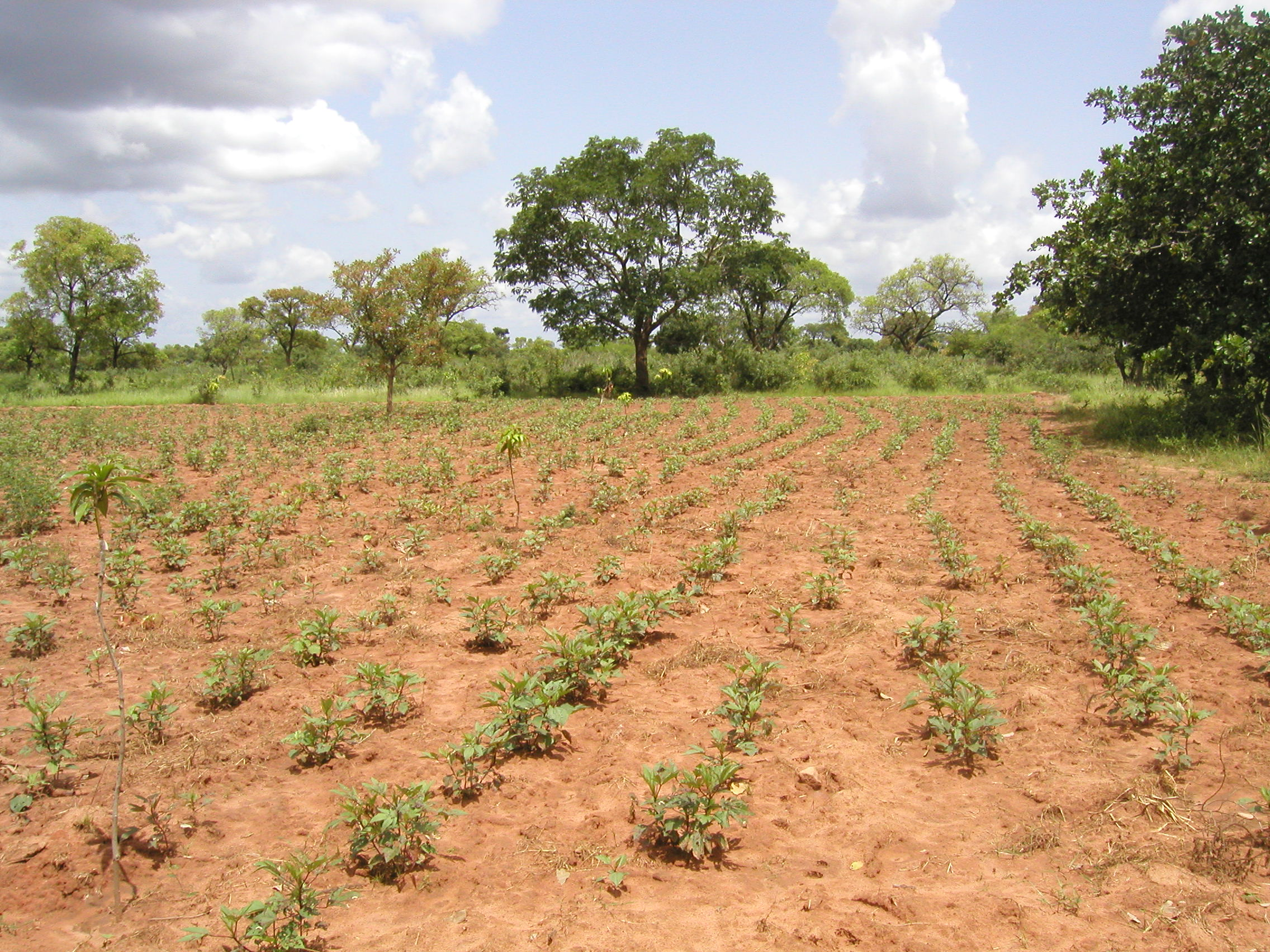
Herbebossing in Kameroen
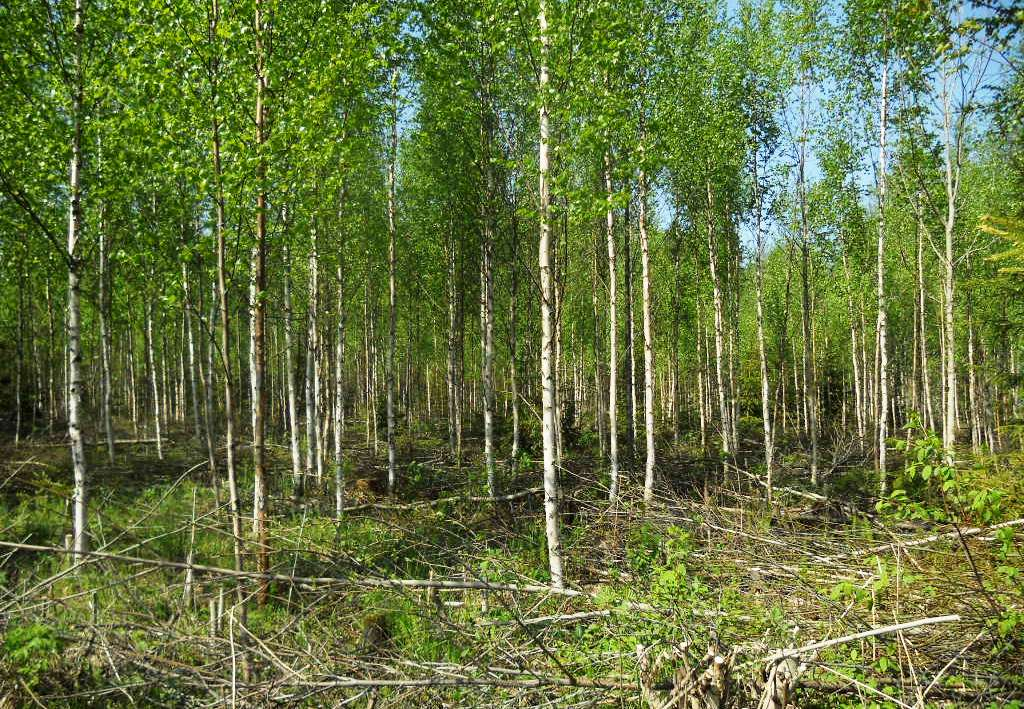
Uitdunning van een berkenbos in Rusland
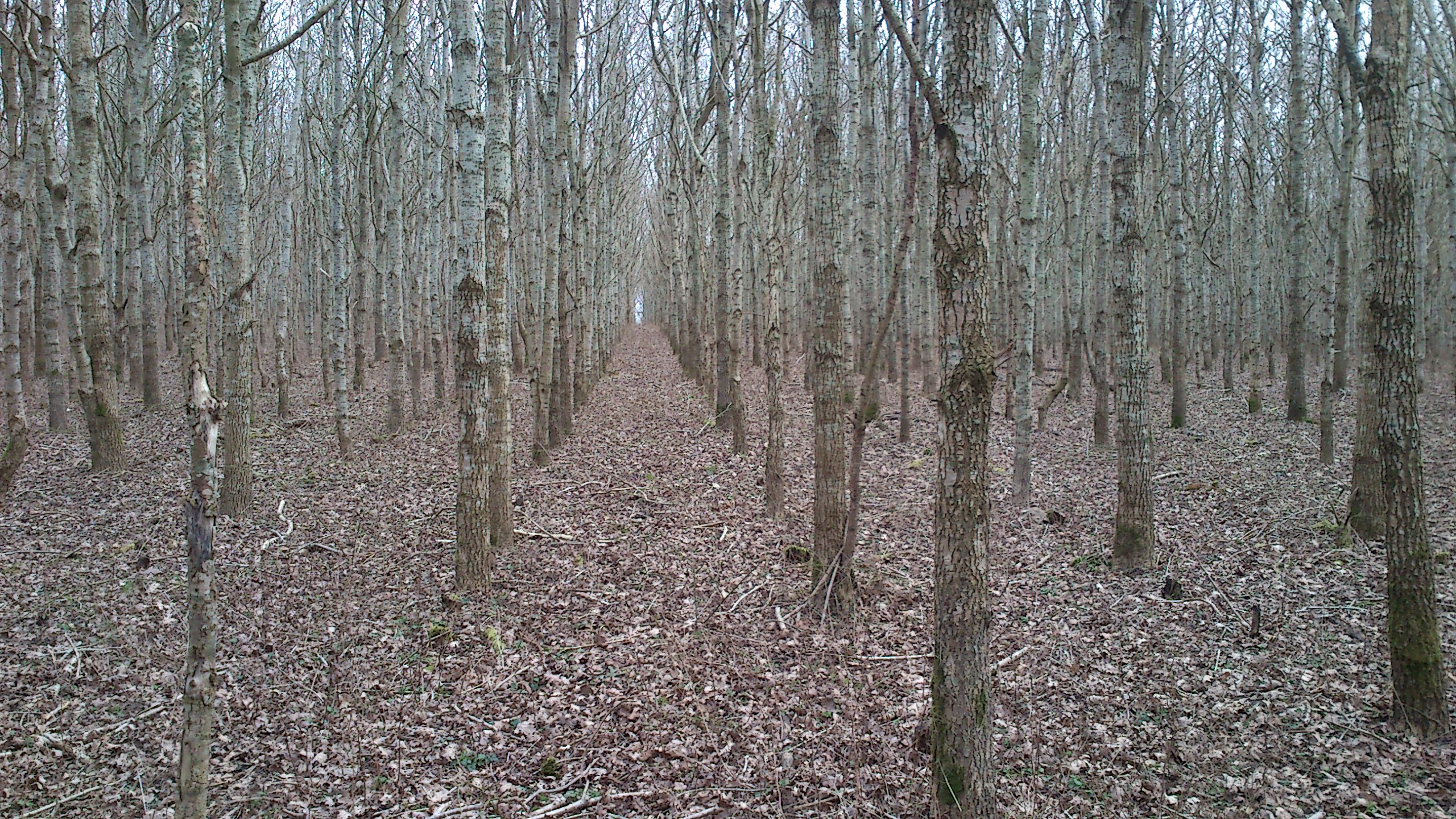
Bosbouw in Denemarken
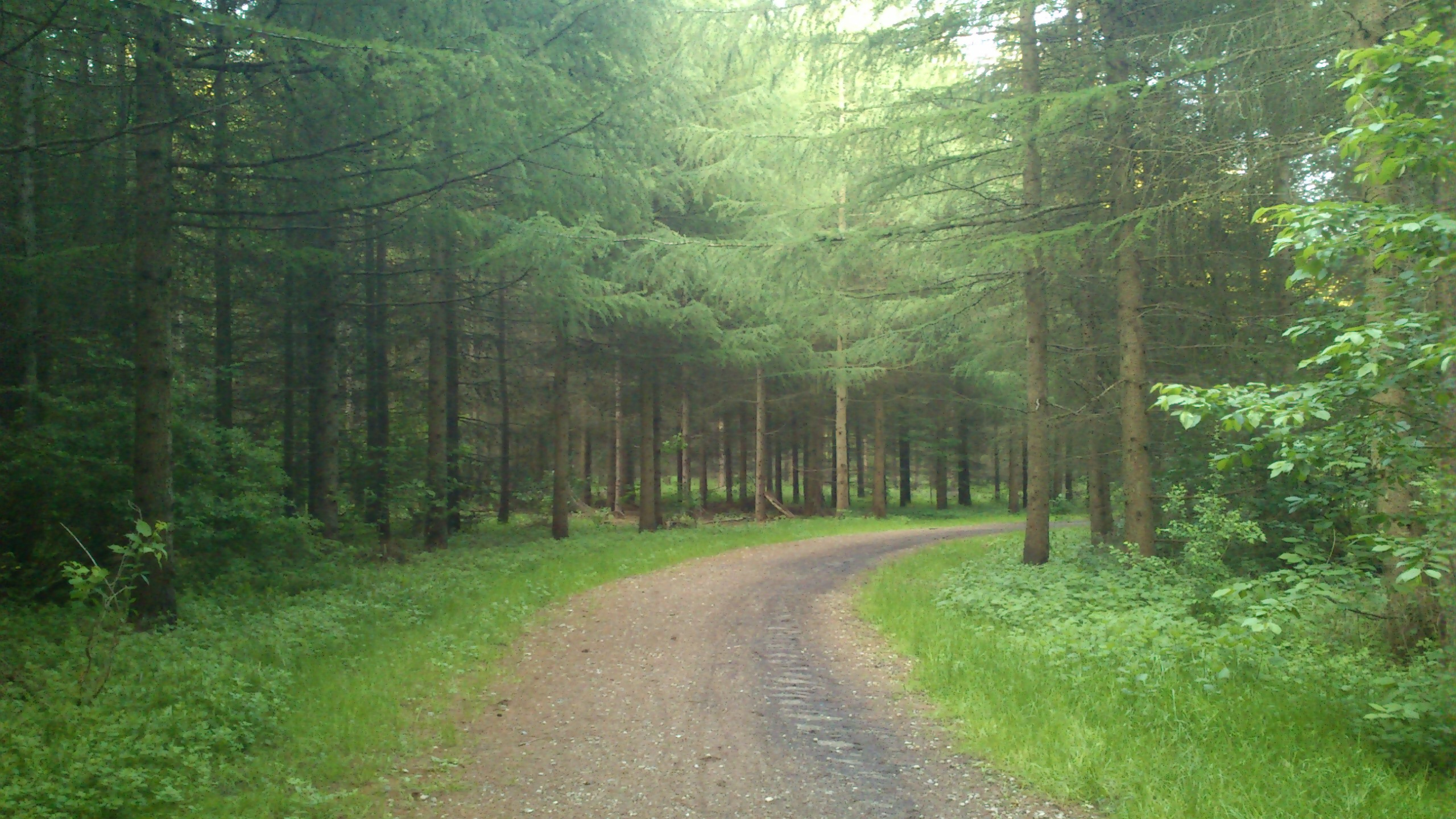
Bosbouw in Denemarken
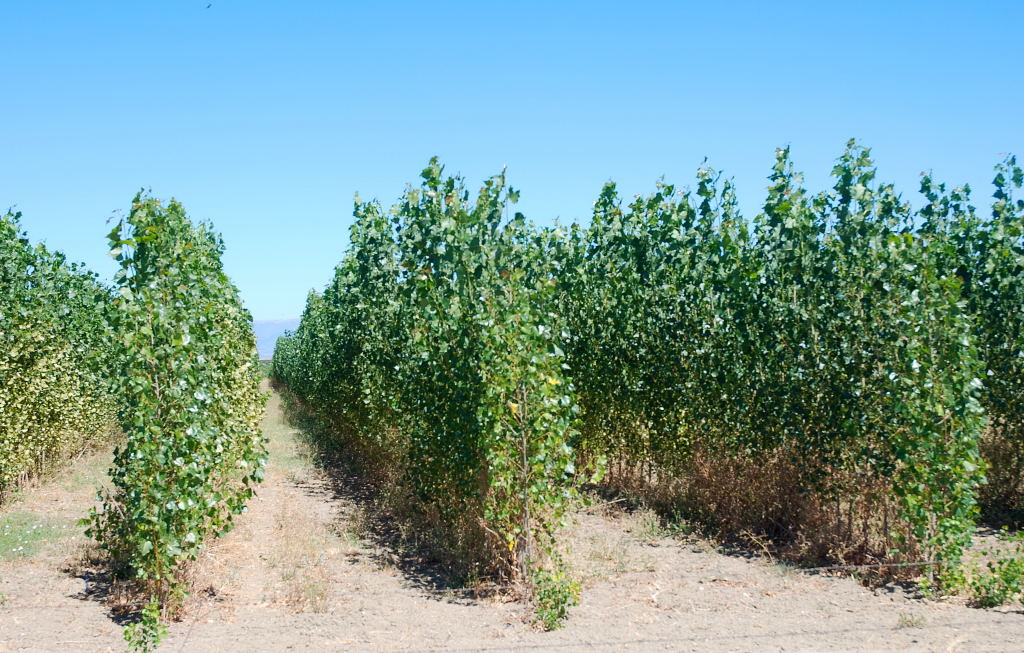
Aanplant voor biomassa

## Houtproductie en houtteelt
Bij het op productie gerichte bosbeheer onderscheidt men drie typen bosbestanden: hooghout, middelhout en hakhout.
Zowel natuurlijke als aangeplante bossen worden voor houtproductie door houtkap gebruikt. Natuurlijke bossen in tropische gebieden leveren onder meer tropisch hardhout. In de gematigde streken leveren bossen zowel naaldhout als loofhout. Sinds het midden van de twintigste eeuw  worden tropische bossen in hoog tempo gekapt voor houtwinning, vaak met een commercieel oogmerk en niet zelden door roofbouw. Dit leidt tot degeneratie van het natuurlijke bos, met name hardhoutsoorten en er is geen sprake is van enige vorm van verantwoord bosbeheer. Ook bossen met een beschermde status zijn niet altijd veilig als gevolg van zwak bestuur en corruptie. Daarnaast worden tropische bossen ontgonnen voor landbouw wat leidt tot een snelle achteruitgang van het bosareaal.
Bossen in Scandinavië leveren veel hout voor de papierindustrie. De papierindustrie gebruikt weinig hout uit Nederlandse bossen; Nederlands hout wordt wel gebruikt voor de productie van vezelplaten en pallets. Bedrijfseconomisch gezien is houtteelt in Nederland niet rendabel. De overheid springt bij met verschillende subsidiemaatregelen om bosbouw mogelijk te maken.

bosbouwactiviteiten
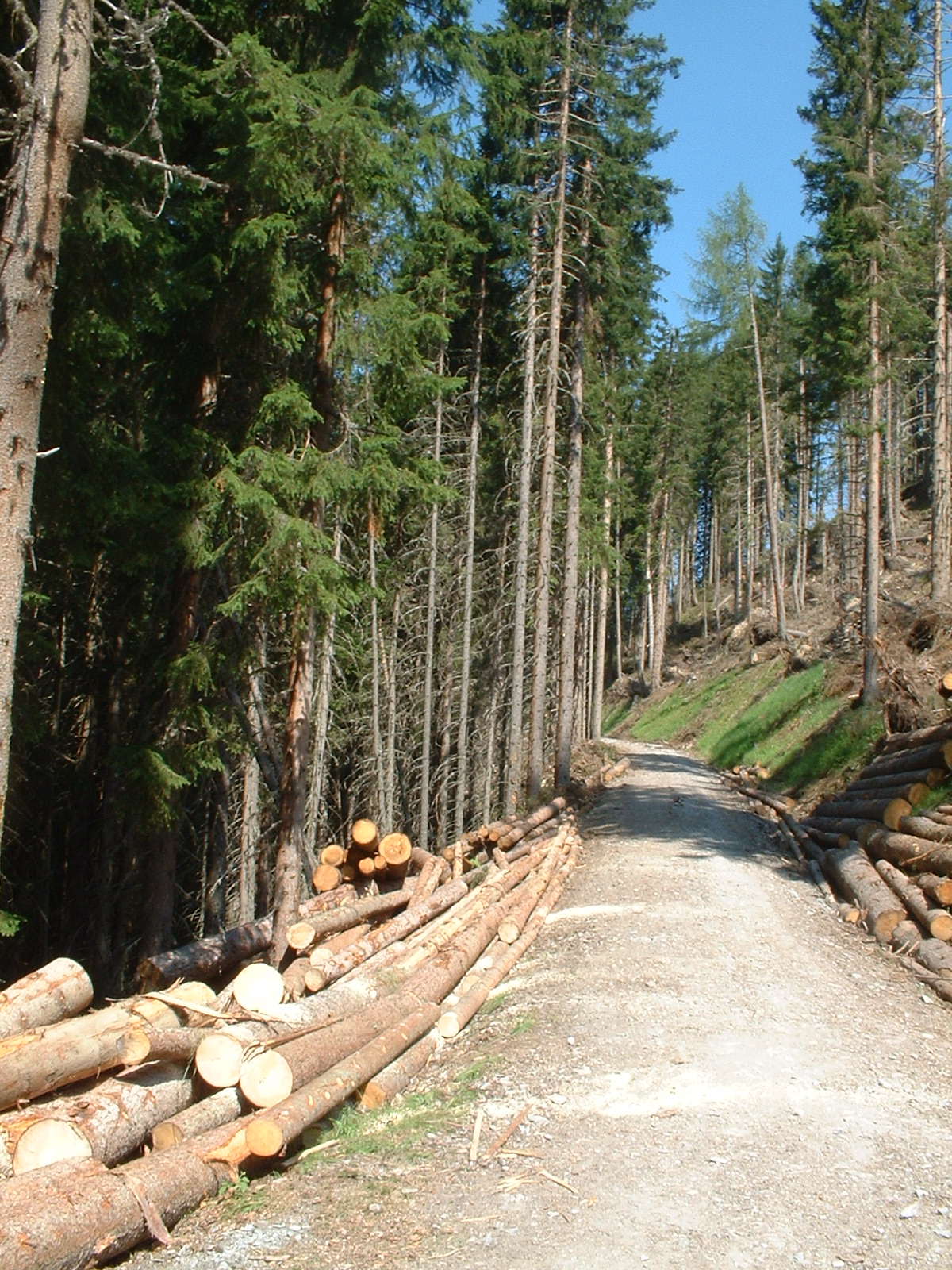
Bosbouw in Oostenrijk
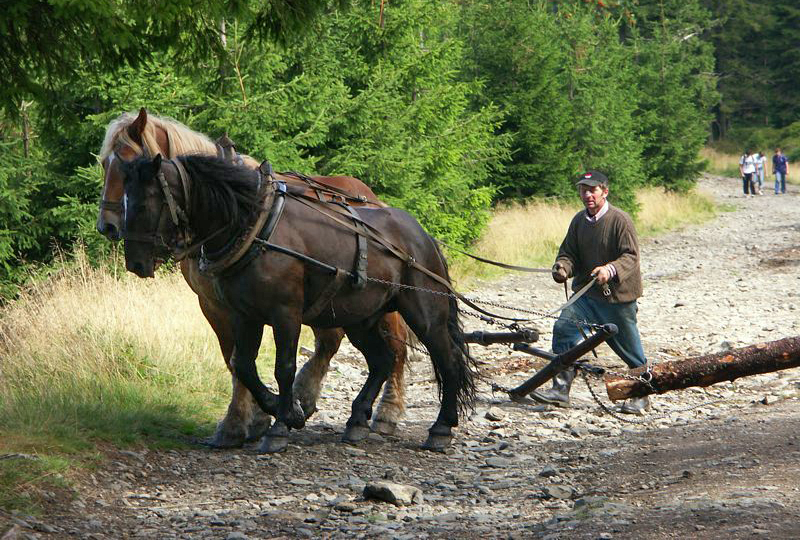
Paarden in de bosbouw in Polen
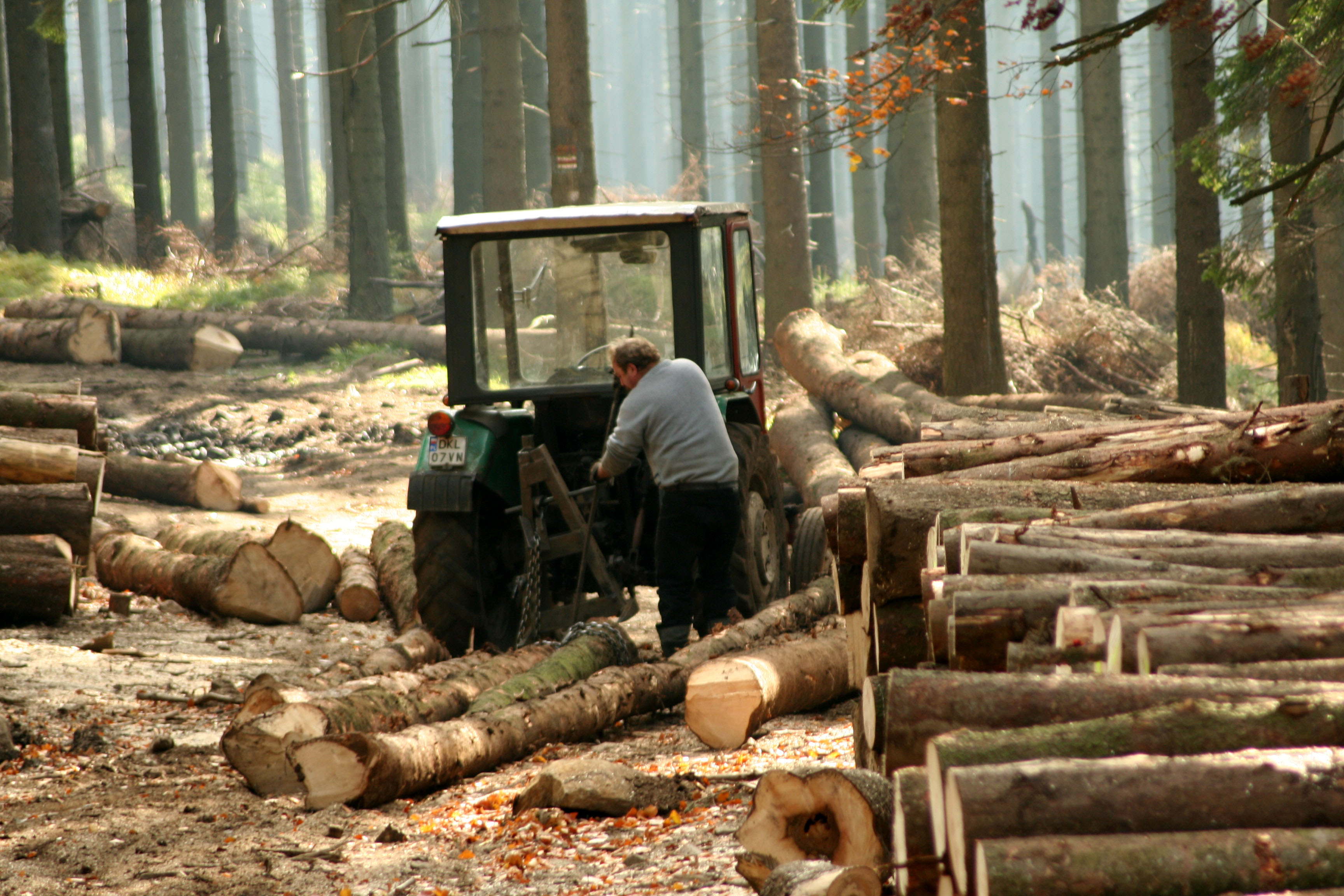
Bosarbeid in Polen
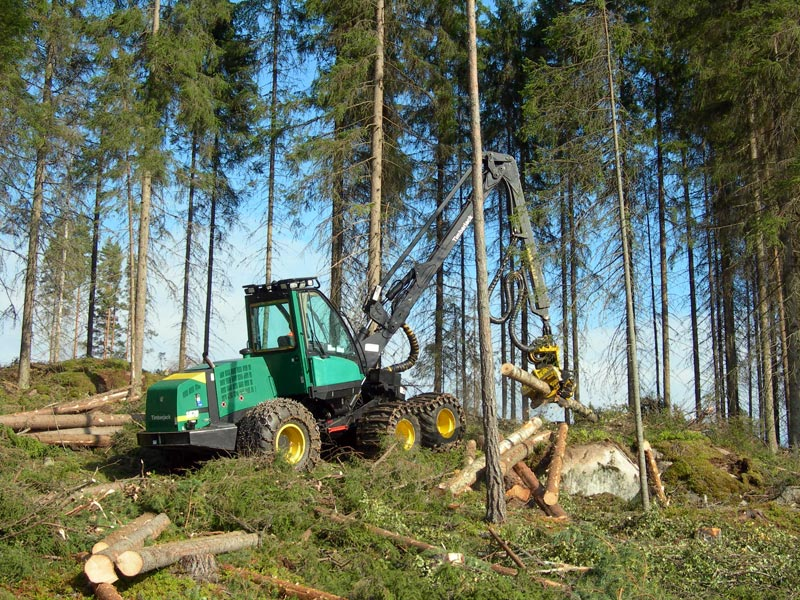
Oogstmachine Finland
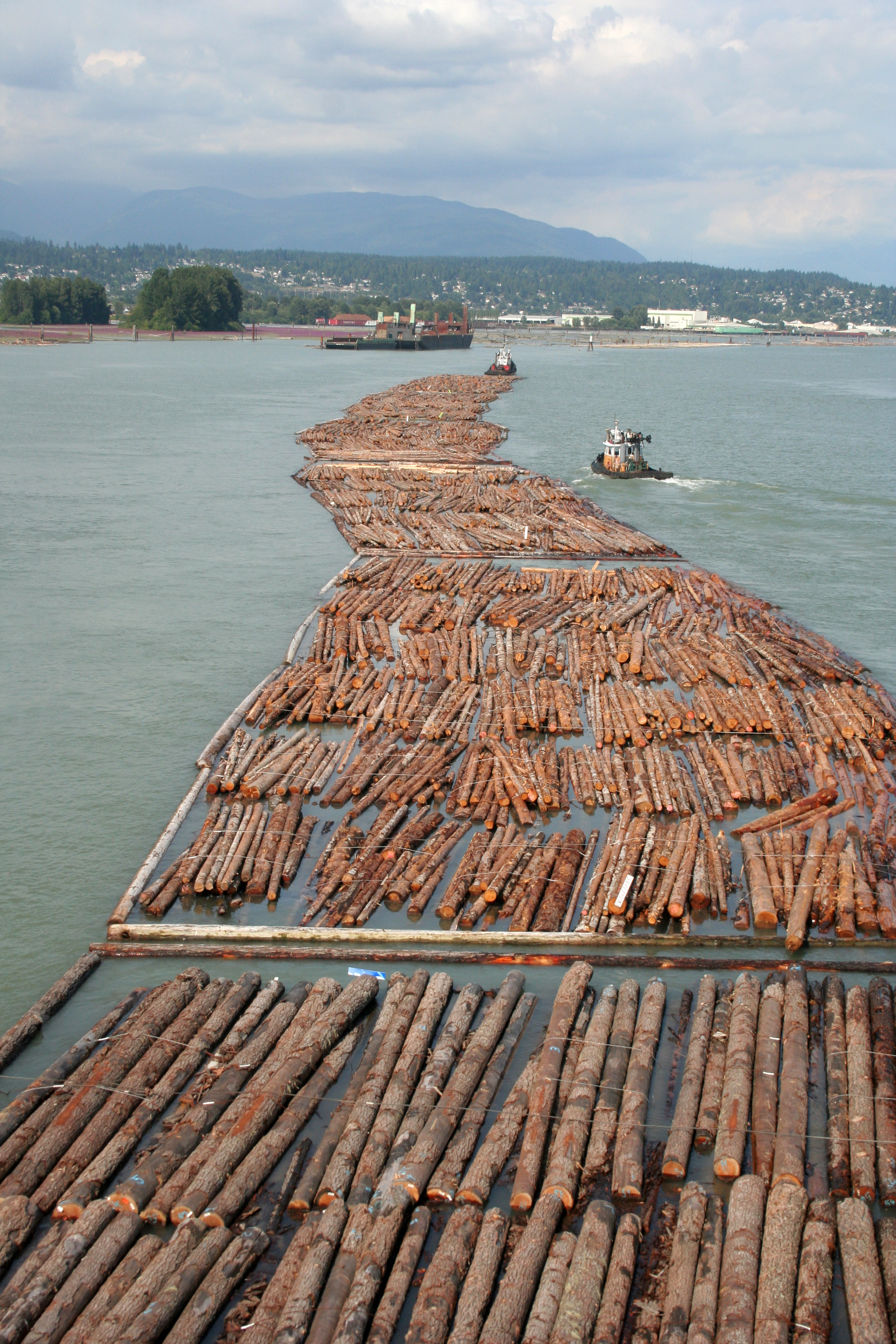
Vlotterij: via een rivier drijven de stammen stroomafwaarts, Vancouver

## Duurzame bosbouw
Het begrip 'duurzaamheid' komt uit de bosbouw. Het werd in Duitsland in 1713 gemunt vanwege de tekorten aan hout in die tijd. De bosbouwkundige Hans Carl von Carlowitz legde de nadruk op een continue houtvoorziening maar beschreef ook al de esthetische waarden van bos.

duurzame bosbouw
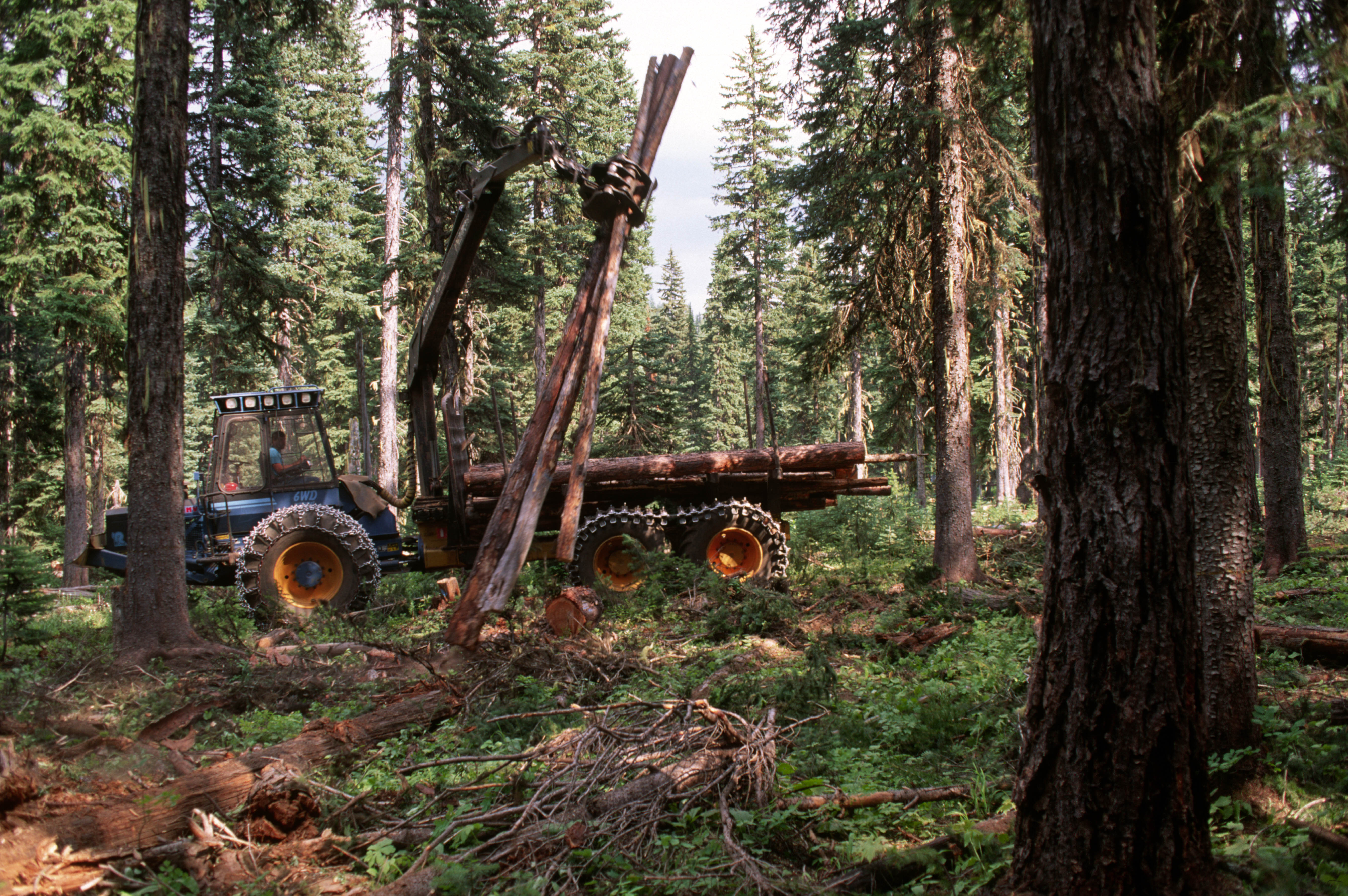
Bomen worden gekapt om het hout te gebruiken als natuurlijke hulpbron, maar een deel blijft staan, zodat het bos op een duurzame manier terug kan aangroeien. Dit proces heet selectieve kap.
- Bart Muys (hoogleraar bosbeheer) over duurzame bosbouw - Universiteit van Vlaanderen

Hout uit duurzaam beheerde productiebossen heeft soms het FSC-keurmerk of een PEFC-keurmerk. Deze bossen zijn per definitie bosteeltkundig beheerde bossen. In dergelijke 'duurzaam' beheerde productiebossen kan selectief gekapt worden, waarbij alleen bepaalde bomen gekapt worden en de rest langer blijft staan. Daarnaast kan ook kaalslag plaatsvinden, waarbij op een perceel vrijwel alles ineens wordt gekapt. Als er daarna weer bos wordt aangeplant is er sprake van kunstmatige verjonging.
Bij selectieve kap kan het bos in stand gehouden worden door natuurlijke verjonging uit jonge bomen die soms al voor de kap opgekomen waren, of door zaden die bijvoorbeeld door de overblijvende bomen geproduceerd worden. Bij selectieve kap zullen veelal schaduwtolerante soorten zich verjongen, die horen bij de latere ontwikkelingsstadia van het bos. In Nederland zijn dat bijvoorbeeld beuk, esdoorn en es. Een alternatief voor natuurlijke verjonging is aanplant. In Nederland vindt uit kostenoverwegingen meer en meer natuurlijke verjonging plaats.
Bij kaalkap worden de zaden doorgaans van verder aangevoerd en zullen de jonge bomen meer aan klimaatinvloeden blootstaan. Daardoor zullen vaak andere soorten zich vestigen, namelijk soorten die bij de beginstadia van bosontwikkeling horen. In Nederland zijn dit vaak berk, grove den of wilgensoorten. Als natuurlijke verjonging niet goed van de grond komt, kunnen er hulpmaatregelen genomen worden, zoals het bewerken van de bodem of het beschermen tegen schade door wildvraat. Eventueel kan er ook gezaaid worden.

## Nevenfuncties
Een steeds belangrijker wordend aspect bij bosbouw is het bevorderen van biodiversiteit. Traditioneel bosteeltkundig beheerde bossen zijn vrijwel altijd aanzienlijk armer aan soorten en eenvormiger van structuur dan spontaan gevormde bossen. Een bos waar ook dode bomen in staan of liggen is een 'levendiger' bos dan bos met alleen levende bomen, omdat op en in het dode materiaal talloze organismen kunnen leven. In als productiebos beheerde bossen werden aanvankelijk alle omgewaaide en dode bomen uit het bos verwijderd. Sinds er meer aandacht is voor de natuurwaarde van productiebossen laat men in veel bossen meer dood hout achter. Dit is zowel voor het bereiken van de in het beleid vastgestelde natuurdoelen als om financiële redenen aantrekkelijk. Uiteraard vergt de houtproductie het periodiek verwijderen van levende bomen uit bosteeltkundig beheerde bossen.
Tot de jaren 1970 waren bosbouw en natuurbeheer in Nederland twee verschillende vakgebieden, hoewel er altijd veel overleg tussen bosbouwers en natuurbeschermers is geweest. Vanwege de vele pleidooien door moderne bosbouwkundigen van bijvoorbeeld Pro Silva en de Stichting Kritisch Bosbeheer voor een natuurlijker bosbeheer, kwam er meer discussie over de relatie tussen bosbouw en natuurbeheer. Ook zware stormen in 1972 en 1973 droegen bij tot het inzicht dat het bossen ook natuurlijke ecosystemen zijn en meer dan een 'houtvoorraad'. Sindsdien worden de Nederlandse bossen meer beheerd als bosecosysteem en minder als 'houtakker'. Bosbeheerders bij de natuurbeschermingsorganisaties geven de natuurlijke processen meer ruimte. Er is ook meer aandacht voor een natuurlijker soortensamenstelling en bosstructuur. Toch bevatten veel bossen vooral economisch interessante boomsoorten. Lindesoorten, taxus, iepensoorten, wilde appel, wilde peer zijn in deze bossen zeldzaam tot verdwenen. Naast houtproductie vragen tegenwoordig ook natuurbehoud, recreatie, klimaatverandering, landschapszorg, bodem- en drinkwaterbescherming en andere maatschappelijke thema's de aandacht van de bosbeheerder.